# 넨니우스
넨니우스(라틴어: Nennius)는 9세기의 웨일스인 수도승이었다. 전통적으로 『브리튼인의 역사』의 저자로 지목되어 왔다.
넨니우스는 엘보두구스(Elvodugus)의 제자라고 하는데, 엘보두구스는 대개 방고르 주교 엘보두스와 동일인으로 비정된다. 엘보두스는 부활절 논쟁에서 브리튼인들이 대륙식 날짜를 수용하게 만든 인물로서, 『캄브리아 편년사』에 따르면 809년에 죽었다.
넨니우스는 웨일스 포이스 지역에 살았던 것으로 보인다. 즉 잉글랜드의 앵글로색슨계 왕국들과는 산맥으로 단절된 농촌사회에서 살았던 것이다.   넨니우스 본인에 대한 기록이 워낙 희박하여 그 본인도 전설의 대상이 되곤 했다.